# Kalitta Air
Kalitta Air es una aerolínea de carga estadounidense con sede en Ypsilanti, Míchigan. Opera servicios de carga programados y chárter. Su base principal es el aeropuerto Willow Run, cerca de Ypsilanti.

## Historia
En 1967, el empresario Conrad "Connie" Kalitta fundó la aerolínea como Connie Kalitta Services, un negocio de transporte de piezas de automóviles utilizando un Cessna 310 bimotor que pilotaba. El nombre de la aerolínea se convertiría más tarde en American International Airways en 1984. Para este punto, la flota consistía en aviones Boeing 747, Lockheed L-1011, Douglas DC-8, Twin Beech y Learjet, para operaciones de carga aérea, ambulancia aérea y vuelos chárter de pasajeros.
La marca American International Airways también fue utilizada por una aerolínea chárter y regular de pasajeros que en 1981 operaba un centro de operaciones ubicado en el Aeropuerto Internacional de Filadelfia con servicio sin escalas a Atlantic City, Boston, Chicago Midway, Cleveland, Detroit, Fort Lauderdale, Miami, Norfolk, Orlando, Pittsburgh, Tampa y West Palm Beach volando con McDonnell Douglas DC-9-30 y MD-80 Jets. La aerolínea se declaró en bancarrota el 19 de julio de 1984 y cesó sus operaciones en septiembreKalitta, sin embargo, continuó usando el nombre AIA, y la marca "Kalitta|American International Airways" para vuelos de carga hasta 1997.
A finales de la década de 1980, la marca Kalitta continuó apareciendo en muchos de los aviones de carga de la compañía. En 1990 y 1991, AIA voló 600 misiones en apoyo de las operaciones Escudo del Desierto y Tormenta del Desierto.
En 1997, AIA se fusionó con Kitty Hawk Inc., y Conrad Kalitta renunció para iniciar Kalitta Leasing y así comprar, vender y arrendar aviones grandes. En abril de 2000, Kitty Hawk International (la antigua AIA) cesó sus operaciones. Kalitta decidió rescatarla y la nueva aerolínea, Kalitta Air, comenzó a operar en noviembre de 2000, utilizando el certificado de operación y los activos de la antigua aerolínea.
Kalitta Maintenance opera una instalación de mantenimiento, reparación y revisión en el aeropuerto de Oscoda-Wurtsmith en el condado de Iosco, Míchigan.

## Destinos
La aerolínea ofrece vuelos regulares nacionales e internacionales o servicio de carga a pedido y apoyo a las necesidades del Comando de Movilidad Aérea del Departamento de Defensa.
En enero de 2003, Kalitta Air anunció el inicio de vuelos regulares de carga desde los Estados Unidos a Europa. Los cargueros de este servicio operan desde los aeropuertos JFK (Aeropuerto John F. Kennedy, Nueva York), EWR (Aeropuerto Libertad de Newark, Nueva Jersey), y ORD (O’Hare, Chicago) a AMS (Schiphol, Ámsterdam, Países Bajos) y EMA (Aeropuerto de East Midlands, Inglaterra). La aerolínea vuela operaciones de carga regulares entre Estados Unidos y Hong Kong, Estados Unidos y Alemania (Aeropuerto de Leipzig/Halle), Estados Unidos y Corea del Sur (para Asiana), Los Ángeles y Honolulu, Miami, Ciudad de Panamá, Medellín y Santiago de Chile.

## Flota

### Flota actual
A partir de septiembre de 2023, la flota de Kalitta Air consistía en las siguientes aeronaves con una edad media de 22,1 años:
| Aeronave          | Activas | Pedidos |
| ----------------- | ------- | ------- |
| Boeing 747-400BCF | 24      | 1       |
| Boeing 777F       | 5       | 1       |
| Total             | 29      | 2       |

## Flota histórica de American International Airways

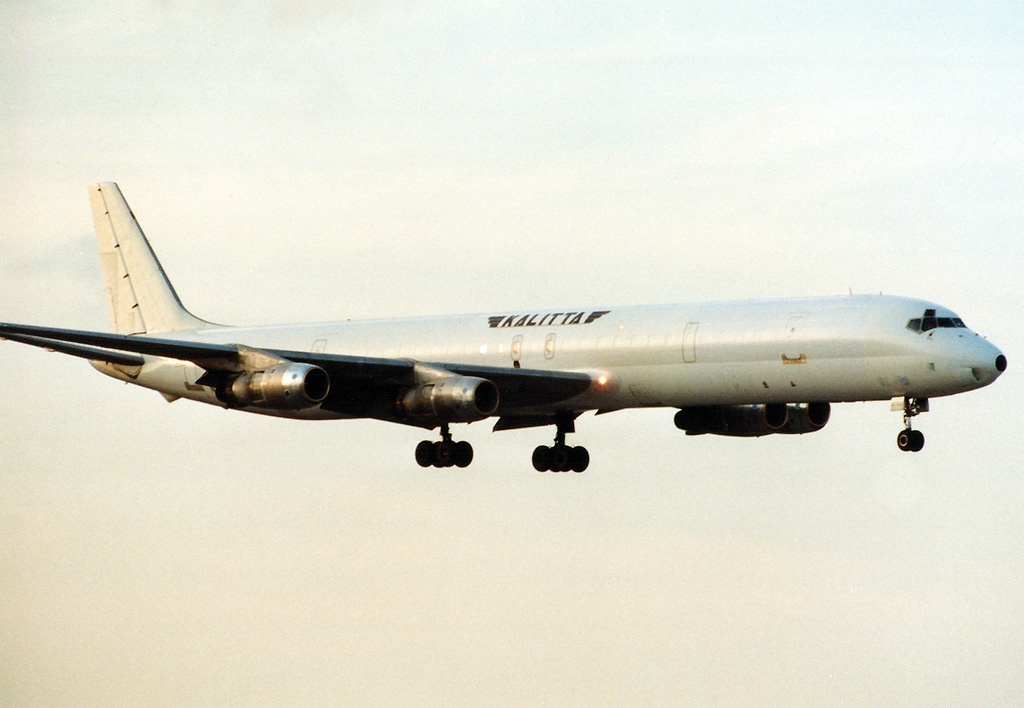
Un Douglas DC-8 de American International Airways.

Flota en 1997:
- 2 – Boeing 727-100F
- 13 – Boeing 727-200F
- 8 – Douglas DC-8-50F
- 5 – Douglas DC-8-61F
- 4 – Douglas DC-8-62F
- 2 – Douglas DC-8-63F
- 2 – Lockheed L-1011-200 TriStar configuración de 354 pasajeros
- 6 – Lockheed L-1011-200F TriStar
- 2 – Boeing 747–100 configuración de 476 pasajeros
- 3 – Boeing 747-100F
- 3 – Boeing 747-200F

## Accidentes e incidentes
- El 18 de agosto de 1993, Un Douglas DC-8-61F que opera como Vuelo 808 de American International Airways entró en pérdida y se estrelló en su aproximación a la Base Naval de la Bahía de Guantánamo, solo sobreviviendo 3 tripulantes a bordo, la investigación declaró la fatiga del capitán y la entrada en pérdida fue producto de un giro muy pronunciado a la izquierda.

- El 25 de mayo de 2008, el vuelo 207 de Kalitta Air invadió la pista 20 durante su despegue en el aeropuerto de Bruselas, lo que el avión se partiera en tres grandes pedazos. Cuatro personas quedaron heridas. La investigación determinó un fallo de motor producto de un choque con pájaros (bird strike).

- El 7 de julio de 2008, el Vuelo 164 de Centurion Cargo operando para Kalitta Air, utilizando un Boeing 747-209BSF de matricula N714CK, se estrelló en zona rural de Madrid, Cundinamarca, luego de que fallaran los 3 motores y entraran en pérdida. Haciendo que sobrevivieran los 8 tripulantes de la aeronave y fallecieran 2 personas en tierra alcanzadas por el avión.